# Alfonso Pérez de Guzmán

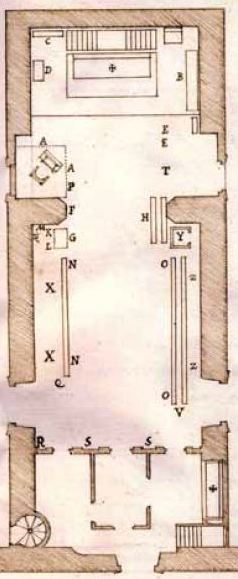
Croquis de la capilla del Real Alcázar de Madrid en 1626, en que se nombró a Alfonso como patriarca de las Indias y como tal, cabeza de facto de la Capilla Real.

Alfonso Pérez de Guzmán (o Alonso Pérez de Guzmán) (Sanlúcar de Barrameda, 1594-1676) fue un prelado español que llegó a desempeñar el cargo de Patriarca de las Indias Occidentales.

## Biografía
Fue uno de los hijos del matrimonio formado por Alonso de Guzmán y Sotomayor, VII duque de Medina Sidonia y Ana de Silva y Mendoza, hija de Ruy Gómez de Silva, I príncipe de Éboli. Tuvo trece hermanos, entre los que destacan:
- Manuel Alonso Pérez de Guzmán el Bueno, VIII duque de Medina-Sidonia, cuya hija Luisa Francisca de Guzmán se casó con el duque de Braganza al que incitó a rebelarse en 1640 contra Felipe IV, llegando él a ser el rey Juan IV de Portugal, y ella reina y luego regente en la minoría de su hijo.
- Manuel de Guzmán (-1619), casado con Magdalena Francisca de Guzmán, que murió joven fulminado por un rayo.[1][2]
- Miguel Gerónimo Pérez de Guzmán, caballero de Calatrava, casado con la viuda de su hermano Manuel, Magdalena Francisca en las terceras nupcias de esta.[3]

En su juventud fue destinado a la carrera eclesiástica. Fue primero canónigo de la catedral de Toledo, desarrollando también la dignidad de tesorero. Posteriormente fue capellán mayor de la Capilla de los Reyes Nuevos también en la seo toledana. El ascenso de su pariente Gaspar de Guzmán, conde-duque de Olivares, en la privanza de Felipe IV hizo que Alfonso fuera alcanzando cargos eclesiásticos de importancia en la corte. Fue nombrado limosnero y capellán mayor del rey el 30 de julio de 1625.El 1 de diciembre de ese año fue nombrado arzobispo in partibus de Tiro, siendo consagrado al año siguiente. Después, sería nombrado Patriarca de las Indias Occidentales el 3 de octubre de ese mismo año (1626), desarrollando este cargo hasta el 22 de diciembre de 1670.
Felipe IV le concedió el día 2 de febrero de 1635 una renta de 5.500 ducados sobre una canonjía y dignidad de la catedral de Toledo.
Como patriarca tuvo un papel importante en las ceremonias religiosas desarrolladas en la corte, que el rey quería marcar con su favor. Así, por ejemplo, en abril de 1635 bendijo la primera piedra del Colegio de Santo Tomás en Madrid.
Moriría en 1676.